# Cardrona
Pour les articles homonymes, voir Cardrona (homonymie).
Cardrona est une station de sports d'hiver de l'Île du Sud de la Nouvelle-Zélande.

## Situation
La station est située près de Wanaka, à 5 heures de route de Christchurch et 50 minutes de Queenstown. On y skie de fin juin à début octobre.

## Pistes
Les pistes de ski, desservies par 6 remontées mécaniques, s'étendent sur 345 hectares, entre 1 260 m et 1 860 m d'altitude. Environ 25 % des pistes sont destinées aux débutants, 25 % sont de niveau intermédiaire, 30 % de niveau avancé et 20 % de niveau expert.
Deux rampes de halfpipe permettent de pratiquer le snowboard.
Il y a aussi un « centre de hautes performances » destiné à la formation des skieurs et snowboardeurs plus expérimentés.

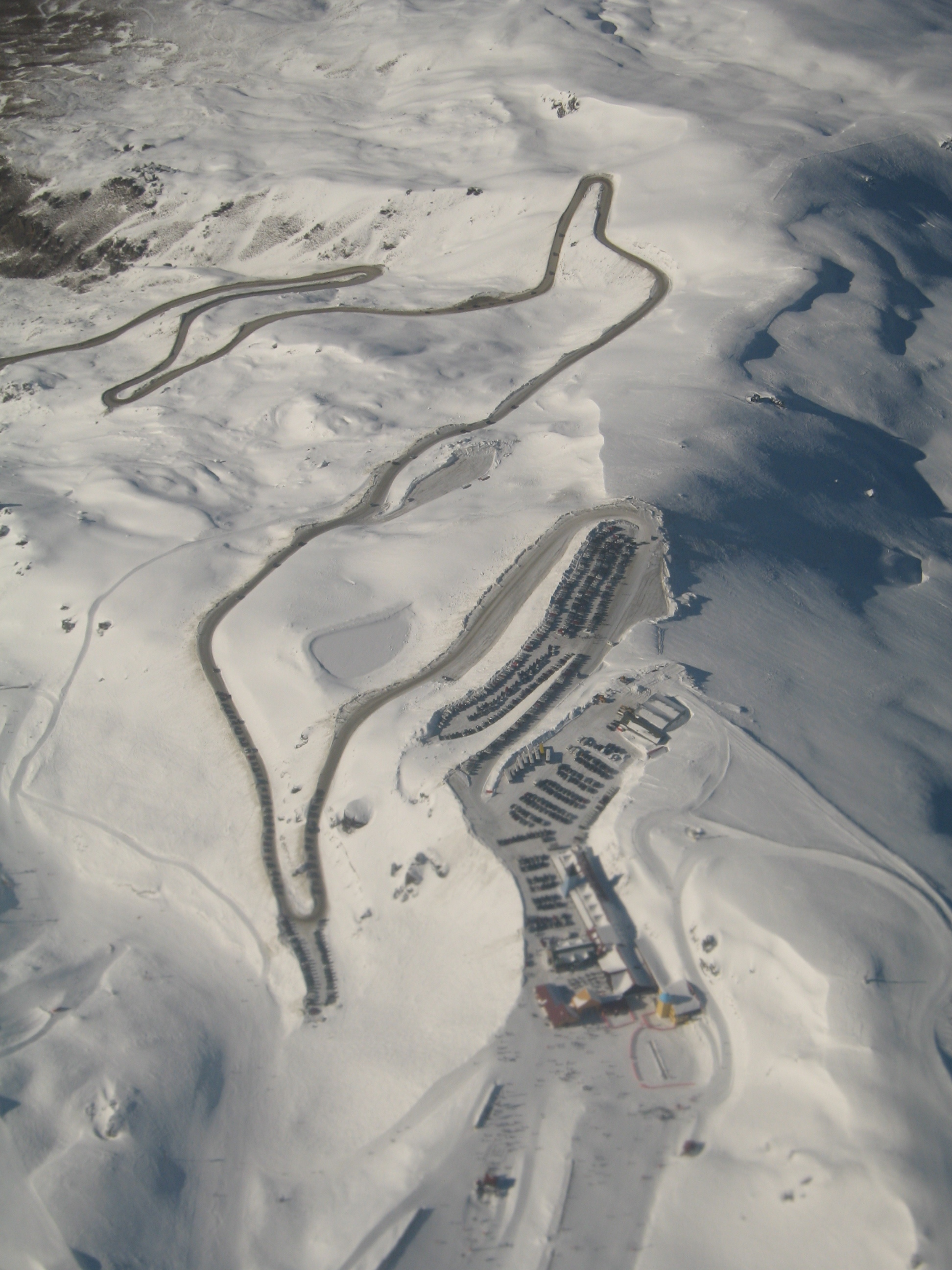
Vue d'avion.
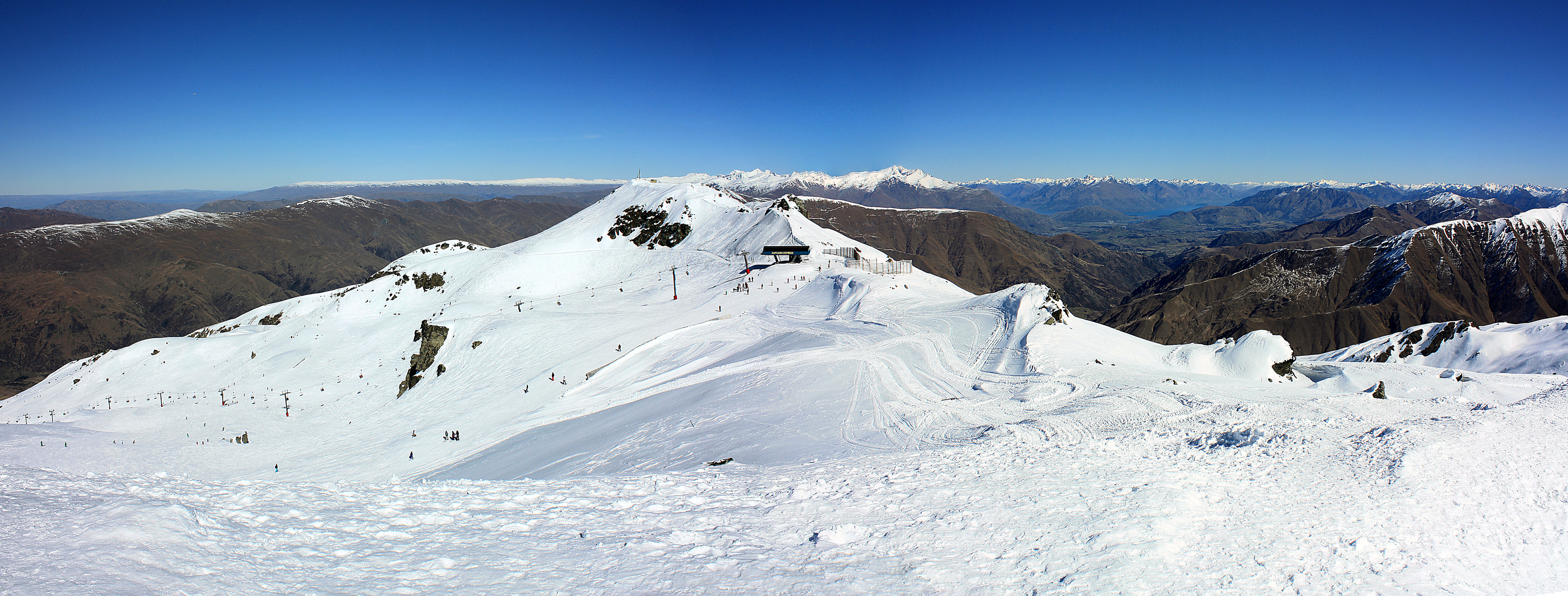
Vue depuis Captains Basin vers le télésiège.

## Histoire
La station de Cardrona a été fondée par John et Mary Lee, des résidents de la vallée de Cardrona. Elle ouvrit  en 1980 ; il tomba tant de neige cet été là que la station ne put ouvrir que pendant trois semaines.
John Lee n'était pas skieur, et fit construire les bâtiments au milieu de la station, à 1 670 m d'altitude - chose rare pour une station de ski.
La station fut achetée par les Vealls of Melbourne en 1989. Cette année-là fut construite la rampe, qui est la première rampe internationale de Nouvelle-Zélande.
En 2013, la société néo-zélandaise Real Journeys racheta la station.

## Anecdote
Il y eut pendant un temps une tradition, pour les femmes, de laisser un soutien-gorge sur la clôture de soutiens-gorge de Cardrona en quittant la station.